# The Bro Code
Trong văn hoá đại chúng, quyển Bro Code (tạm dịch: Luật Anh Em) là một nghi thức mà cánh đàn ông phải tuân theo. Các luật lệ được truyền bá bởi Barney Stinson, một nhân vật từ bộ phim truyền hình dài tập, How I Met Your Mother.

## Bros before hoes
—Barney Stinson
"Bros before hoes" (tạm dịch: Nhất bạn nhì bồ) là sự bộc lộ phổ biến có gắn liền với nghi thức truyền miệng rằng đàn ông không nên bỏ rơi người bạn là cánh đàn ông của mình để theo đuổi phụ nữ.
Nghi thức này được sử dụng trong bộ phim The Office bởi nhân vật Michael Scott trong tập "A Benihana Christmas".

## The Bro Code
The Bro Code là quyển sách được viết bởi Carter Bays và Craig Thomas, những nhà sáng lập nên bộ phim truyền hình dài tập, How I Met Your Mother, cùng với một nhà biên kịch khác của bộ phim, Matt Kuhn. Được phát hành bởi Simon & Schuster, quyển sách bao gồm 150 luật viết theo những điều mà "anh em" nên hoặc không nên làm. Quyển sách được viết tay bởi Barney Stinson và được ghi dưới tên Kuhn. Kuhn cũng là người viết nên blog của Barney, trang blog viết về bộ phim. Quyển sách được xuất hiện lần đầu trong tập "The Goat".